# دینامیک پرواز

محورهای مورد نیاز در کنترل دینامیک هواپیما

دینامیک پرواز یا پویند پرواز علمی است که به بررسی نحوه جهت‌گیری وسایل پرنده در سه بعد می‌پردازد. این علم که در حوزهٔ پژوهش‌های مهندسی هوافضا قرار دارد، جهت‌گیری وسایل پرنده (نظیر هواپیما یا بالگرد) را حول گرانیگاهشان ارزیابی می‌کند.

## واژه‌شناسی
واژه پویند از بن اکنون فعل پوییدن بعلاوه پسوند  َند ساخته شده است. این ساختار اشتقاقی در واژه هایی چون چرخند و کشند نیز دیده می شود. در این راستا توجه شود که واژه پویا نیز پیشتر برای dynamic برابرسازی شده است.

## محورهای سه‌گانه
برای تحلیل حرکات یک هواگرد (نظیر یک هواپیما) در سه بعد، سه محور قراردادی نسبت به وضعیت هواگرد توصیف می‌شوند و حرکات به صورت چرخش‌هایی حول این سه محور توصیف می‌گردند:
- محور طولی که از نوک هواپیما به سمت دم هواپیما امتداد دارد. چرخش حول این محور را «گردش» (به انگلیسی: roll) می‌نامند
- محور عرضی که از انتهای یک بال به انتهای بال مقابل هواپیما امتداد دارد. چرخش حول این محور را به «گام» (به انگلیسی: pitch) می‌نامند.
- محور عمودی که از زمین به سوی آسمان امتداد دارد (یا از شکم هواپیما به سقف آن). چرخش حول این محور را «انحراف» (به انگلیسی: yaw) می‌نامند.

در یک هواپیما، سکان باعث چرخش هواپیما حول محور عمودی می‌شود و برای تغییرمسیر هواپیما در ارتفاع کم با سرعت بالا به کار می‌رود. شهپرها باعث چرخش هواپیما حول محور طولی می‌شوند و برای چرخش هواپیما در ارتفاع‌های بالاتر به کار می‌روند. بالابر باعث چرخش هواپیما حول محور عرضی و تغییر زاویه حمله می‌شود و خلبان با استفاده از آن (در کنار عوامل دیگر نظیر برآافزا و قدرت موتور) تغییرات ارتفاع هواپیما را کنترل می‌کند.

## نگارخانه

چرخش حول محور طولی یا گردش
چرخش حول محور عرضی یا گام
چرخش حول محور عمودی یا انحراف
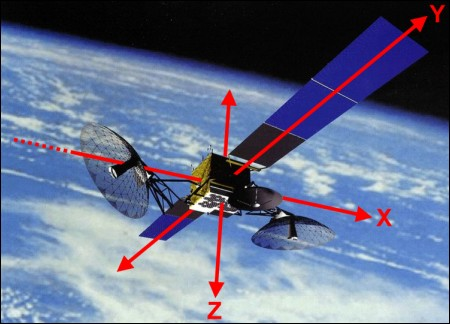
سه محور ایکس-ایگرگ-زی در فضا